# Lijst van burgemeesters van Albrandswaard
Dit is een lijst van burgemeesters van de Nederlandse gemeente Albrandswaard in de provincie Zuid-Holland. Tussen 1817 en 1842 bestond al een gemeente Albrandswaard en sinds 1985 bestaat er opnieuw een gemeente met die naam.
| Ambtsperiode                       | Naam burgemeester                   | Partij of stroming                  | Bijzonderheden                                                          |
| ---------------------------------- | ----------------------------------- | ----------------------------------- | ----------------------------------------------------------------------- |
| 18?? - 18??                        | ??                                  |                                     |                                                                         |
| 18?? - 1841                        | W. Vermaat Johanneszoon             |                                     |                                                                         |
| 1841 - 1842                        | Petrus Cornelius Kluit              |                                     | tevens burgemeester van Hoogvliet (1839-1851) en Poortugaal (1834-1851) |
| 1842 - 1985                        | gemeente Albrandswaard bestaat niet | gemeente Albrandswaard bestaat niet | gemeente Albrandswaard bestaat niet                                     |
| 1 januari 1985 - 1993              | J.E. Temminck                       | VVD                                 | sinds 1976 al burgemeester van Rhoon                                    |
| 1 december 1993 - 1 november 2005  | A. Latenstein van Voorst-Woldringh  | VVD                                 |                                                                         |
| 1 november 2005 - 20 augustus 2012 | H. Bergmann                         | VVD                                 |                                                                         |
| 1 november 2012 - 16 juni 2013     | G.J. van de Velde-de Wilde          | VVD                                 | waarnemend                                                              |
| 17 juni 2013 - 17 juni 2019        | Hans (H.Ch.) Wagner                 | PvdA                                |                                                                         |
| 1 juli 2019 - 2025                 | J.G.H. de Witte                     | D66                                 | [ 1 ]                                                                   |